# Gare d’Andelot
Gare d’Andelot vasútállomás Franciaországban, Andelot-en-Montagne településen.

## Vasútvonalak
Az állomást az alábbi vasútvonalak érintik:
- Dijon–Vallorbe-vasútvonal
- Andelot-en-Montagne–La Cluse-vasútvonal

## Kapcsolódó állomások
A vasútállomáshoz az alábbi állomások vannak a legközelebb:
- Gare de Mouchard (Dijon–Vallorbe-vasútvonal)
- Gare de Champagnole (Andelot-en-Montagne–La Cluse-vasútvonal)
- Gare de Frasne (Dijon–Vallorbe-vasútvonal)